# Sankt Hülfe
Sankt Hülfe ist ein Ortsteil der Kreisstadt Diepholz im niedersächsischen Landkreis Diepholz. Der Ortsteil liegt zwei Kilometer nordöstlich vom Kernort Diepholz entfernt an der Bundesstraße 51.
Die Kinder aus Sankt Hülfe besuchen ortsnah die Grundschule Sankt Hülfe-Heede.
Ortsvorsteher ist Heinfried Sudmann. Bis Dezember 2018 war dies Marcel Scharrelmann, der seit 2017 Landtagsabgeordneter ist.

## Geschichte
Eine im 19. Jahrhundert notierte Legende berichtet, dass ein Graf von Diepholz in einer Schlacht zu unterliegen drohte. Da habe er gelobt, eine Stiftung zu gründen, wenn ihm der Himmel Hilfe sende. Ein Graf von Dinklage soll ihm dann beigestanden haben, die Bremer zu besiegen. Der von Diepholz habe sein Wort gehalten und Sankt Hülfe gegründet. 

Sankt Hülfe wurde mit der Gemeindereform, die am 1. März 1974 in Kraft trat, in Diepholz eingemeindet.

## Einwohnerentwicklung
- 1996: 1001
- 2009: 894
- 2012: 908
- 2015: 913
- 2018: 923[4]

## Kirche

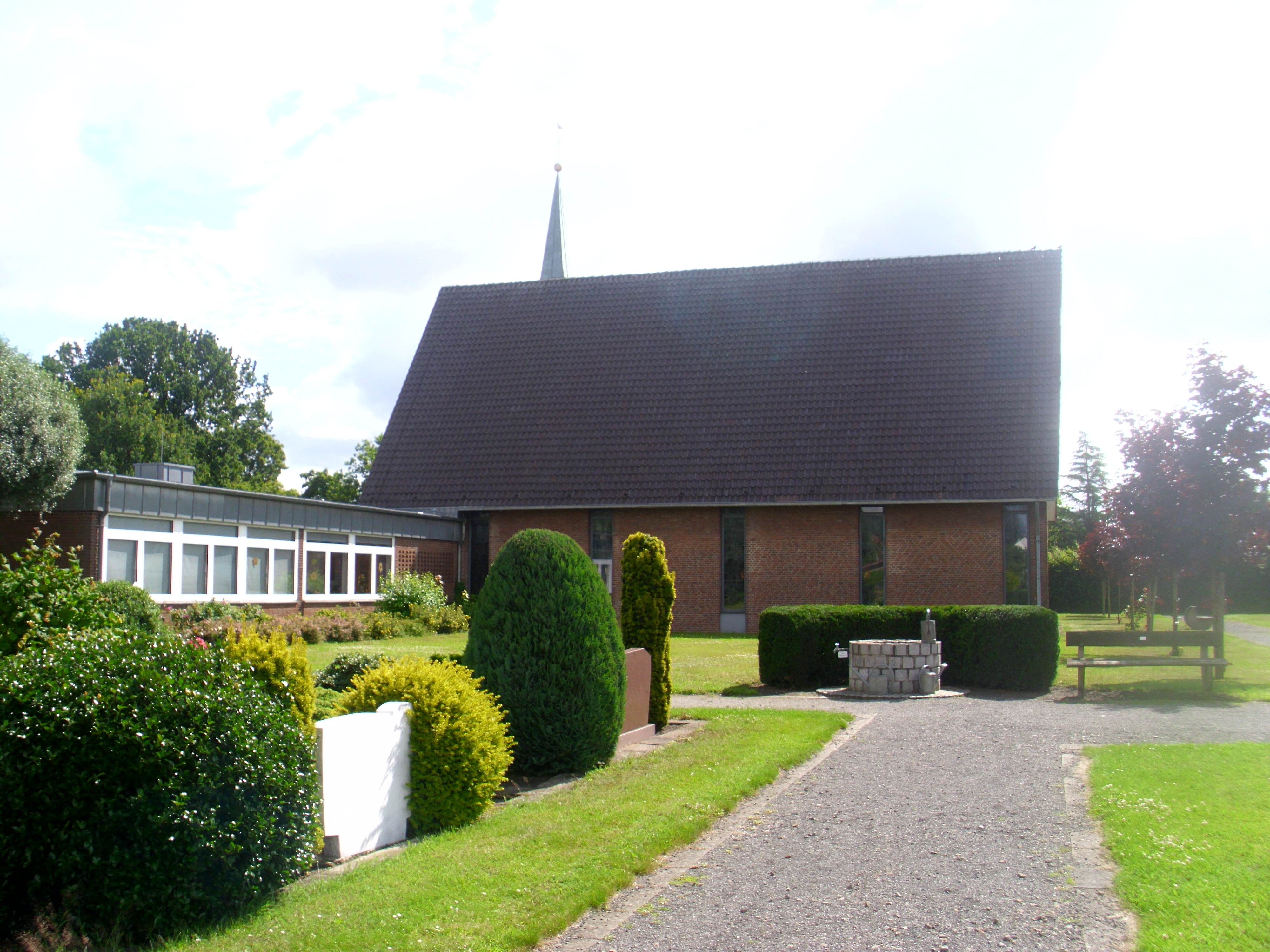
Kreuzkirche Sankt Hülfe-Heede

- Die 1965 erbaute Kreuzkirche Sankt Hülfe-Heede liegt auf der Grenze zwischen den beiden Ortsteilen.[5]

## Baudenkmale
In der Liste der Baudenkmale in Diepholz sind für Sankt Hülfe sieben Baudenkmale aufgeführt, u. a.:
- Hofanlage St. Hülfe von 1751 in Ziegelfachwerk
- Wohn- und Wirtschaftsgebäude Bremer Straße  57: Hallenhaus in Fachwerk von 1848
- Wohnhaus Tebenstraße 16 in Fachwerk
- Hotel Bremer Straße 20 (Hotel und Restaurant Castendieck) Vierständer-Hallenhaus in Fachwerk von 1819

## Vereine
An Vereinen in Sankt Hülfe sind zu nennen die Freiwillige Feuerwehr St. Hülfe, der Kinder- und Jugendchor Sankt Hülfe-Heede im MGV-St. Hülfe, der Pop- und Gospelchor „Pfeffer & Salz“ St. Hülfe-Heede, der Angelverein Heede-St.Hülfe, der Reit- und Fahrverein „Scharnhorst“ Sankt Hülfe-Heede, der Tennis-Club Sankt Hülfe-Heede und der TuS Sankt Hülfe-Heede e. V.